# Famille Gyürky
La famille Gyürky de Losonc (en hongrois : losonci Gyürky család) était une famille aristocratique hongroise.

## Personnalités
- István Gyürky, reçoit la terre de Losonc en 1634 et un don de blason en 1652.
- István Gyürky (fl. 1693-1700), alispán de Nógrád. Fils du précédent.
- István Gyürky (+1807), főispán de Torontál.
- Pál Gyürky (+1859), fõispán de Krassó.
- Ábrahám Gyürky (1836-1901), officier de hussard puis főispán et conseiller royal, il est titré comte en 1867.
- La famille s'éteint en 1979 en la personne de Aladár Gyürky , petit-fils de Ábrahám et fils du comte Viktor, membre de la chambre des magnats qui en fut par la suite exclu en 1909 à la suite de problèmes financiers.